# ジョン・ヘンリー

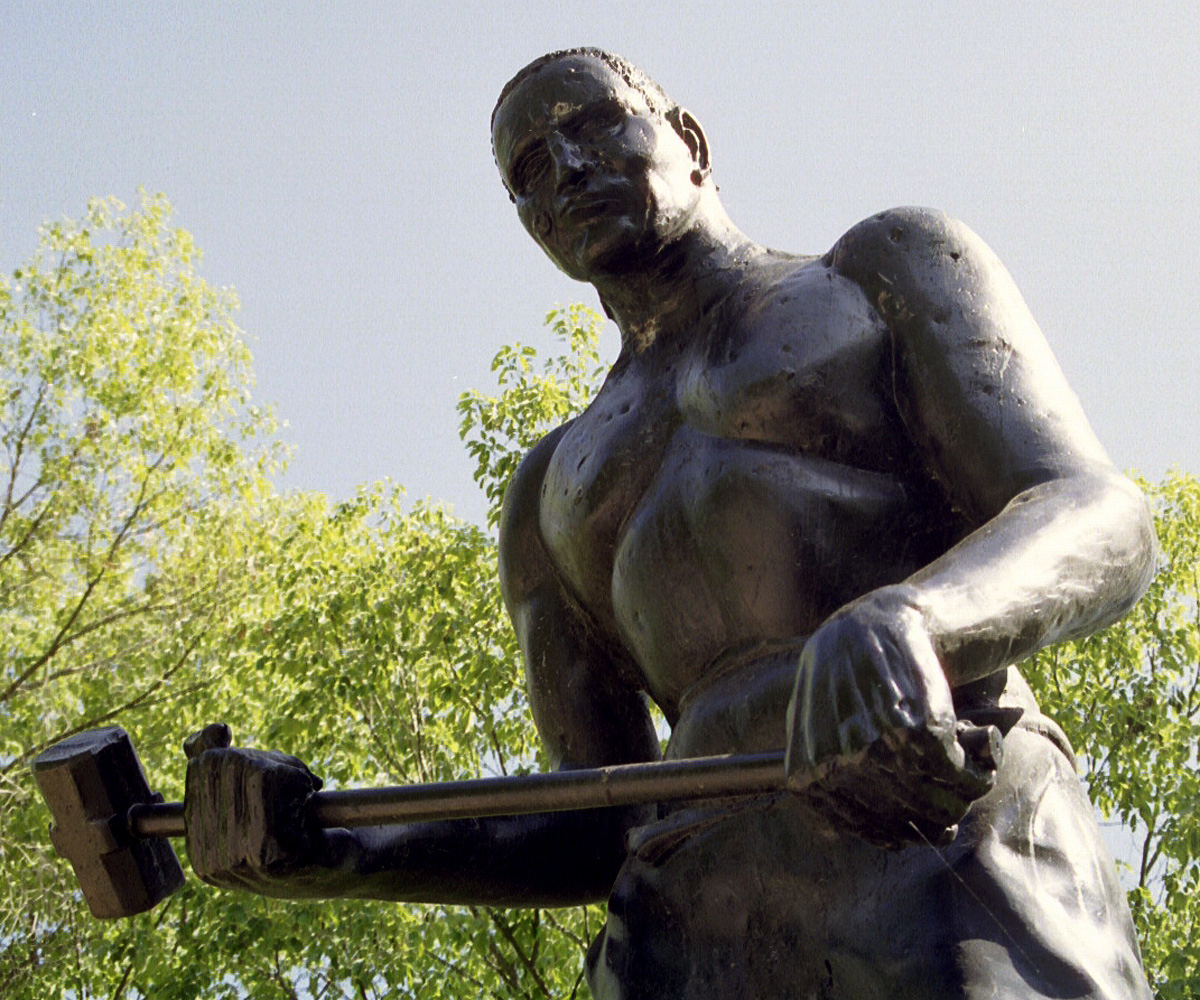
ウェストバージニア州サマーズ郡タルコットの町にあるジョン・ヘンリーの彫像

ジョン・ヘンリー（John Henry）は、多くの歌、物語、演劇、小説で扱われているアフリカ系アメリカ人の庶民の英雄である。

## 伝説
ポール・バニヤン、ペコス・ビル、アイアン・ジョンなどの他の「大男」と同様に、ジョン・ヘンリーもまた19世紀の労働者階級のるつぼの中でのある特定の集団を代表する神話的な存在であった。彼の人生のもっとも一般的な物語では、ヘンリーは大きくて強い人として生まれた。彼は西部へ山を渡って鉄道を延長する、世紀半ばの動きの中で、最も素晴らしい「ハンマー使い」になった。物語を複雑にするのは、機械の力が獣の筋肉の力（人間と動物の両方）に取って代わり続け、鉄道の所有者が蒸気で動くハンマーを購入したことである。これは黒人労働者が行っていた仕事を機械にさせようという事である。彼と彼の仲間の職を確保するために、ジョン・ヘンリーは蒸気ハンマーとの対戦に挑戦した。ジョン・ヘンリーは勝利したが、この過程で彼は心臓麻痺を起こし死亡した。他の物語のバージョンでは、ジョン・ヘンリーの脳に血管が浮き出たというのもある。あるバージョンでは、彼は死なずに生き残っている。
現代の描写においては、ジョン・ヘンリーは鉄道のレールを固定するための犬釘をハンマーで打ち付けているようにしばしば描かれているが、より古いバージョンでは、鉄道のトンネルと切り渡しを掘削する過程の一部の、岩に穴を開けている彼を表現している。物語のほとんどすべてのバージョンでは、ジョン・ヘンリーは黒人で、アメリカの現代に入りつつある変化の時期の彼らの疎外化を代表し、すべてのアメリカの労働者階級にとっての庶民の英雄である。キャラクターは実在の人物に基づいたかどうかは分からないが、ヘンリーは労働者階級の重要なシンボルとなった。彼の物語は通常、伝統的な肉体労働の転覆が明白となった19世紀の技術の進化と戦う、無益さの手本の例証として見られる。労働運動の立場からは、会社が従業員の健康と幸福よりも、効率と生産に興味を持っている時に、由緒ある習慣の最も熟練した労働者でさえも取り残されてしまうという例証として伝説を解釈する人もいる。ジョン・ヘンリーは自らが蒸気ドリルよりも有能であることを立証したが、彼は死に至るまで自分を酷使し、どのみち機械へと置き換えられた。こうしてジョン・ヘンリーの伝説は、100年を優に越えて、アメリカの労働と神話の主要部分となっている。
音楽家でリサーチャーであるステファン・ウェイドによれば、ジョン・ヘンリーを題材に歌った人物で現存する最古の記録は、1924年のフィドリン・ジョン・カーソンの『ジョン・ヘンリー・ブルース』とされている。記録には残っていないが、それ以前からジョン・ヘンリーは歌の題材にされており、現在までにさまざまなバージョンが存在する。

## 史実
最強の男として生きていた時のジョン・ヘンリーに関する真実は、時間と神話によって曖昧にされているが、ひとつの伝説では、彼は1840年代にアラバマ州で生まれた奴隷で、ウェストバージニア州タルコットのチェサピーク・アンド・オハイオ鉄道（C&O）沿いで、蒸気ハンマーとの有名な一戦を交えた、としている。競争が行われたかもしれないトンネルを越えたタルコットの南の高速道路沿いに、彫像と記念の額が置かれている。
鉄道史家のロイ・C・ロングは、C&O沿いに複数の「ビッグ・ベンド・トンネル」があることを見つけた。また、C&Oはこれらのトンネルが建設されていた当時、「ジョン・ヘンリー」という名前で呼ばれていた複数の黒人男性を雇った。彼は証拠書類をひとつも見つけられなかったが、人間と機械の競争が確かにウェストバージニア州タルコットの場所で起こったことを、その場所で、同時に、3つすべて（ジョン・ヘンリーと言う名の男、ビッグ・ベンドという名のトンネル、そして蒸気ドリル）が出現したという理由の事例証拠に基づいて信じている。
ウィリアム・アンド・メアリー大学の歴史学の助教授であるスコット・レイノルズ・ネルソンの著書「Steel Drivin' Man: John Henry, the Untold Story of an American Legend」は、1870年代、労働のためにC&O鉄道に監視人によって賃貸されていた、バージニア州の囚人、ジョン・ウィリアム・ヘンリーは、伝説的なジョン・ヘンリーの基礎となったと主張している
。
退職した化学教授で民俗学者のジョン・ガーストは、競争は1887年9月20日、アラバマ州リーズ近くの、コロンバス・アンド・ウェスタン鉄道（現在のノーフォーク・アンド・ウェスタン鉄道の一部）のクーサ山トンネルまたはオーク山トンネルで確かに起こったと主張した。1920年代にコンテストを目撃したと主張していたC・C・スペンサーの説明と一致している記録に基づいて、ジョン・ヘンリーは、その鉄道の技監の父、P・A・L・ダブニーの奴隷として1850年に生まれたヘンリーという男性であったかもしれない、とガーストは推測している。リーズの町は、ジョン・ヘンリーの伝説にちなんで、バス・ハウス歴史博物館での展示と、毎年9月の第三土曜日に終わる一年に一度のフェスティバルの計画を立てている。
どの説も除外できるような証拠書類は全く現れていないが、タルコットとリーズの両方の町が、彼らの示唆した伝説との結びつきを宣伝と教育的な資料とイベントに使用している。毎年7月4日の後の週末、タルコットの町は「ジョン・ヘンリー・デイズ」として知られる祝賀を主催している。その週末は、多くの屋台、パレード、花火、そしてゴムのアヒルのレースが含まれている。